# Liste der Countys in Wyoming
Der US-Bundesstaat Wyoming ist in 23 Countys unterteilt. Die ersten fünf Countys, Laramie, Sweetwater, Carbon, Albany und Uinta wurden mit der Gründung des Territoriums Wyoming, des Vorläufergebietes des späteren Bundesstaates im Jahr 1868 bzw. kurz vorher geschaffen. 
| County      | Gründung | Einwohner Census 2020 | Verwaltungs- sitz | Fläche (in km²) |
| ----------- | -------- | --------------------- | ----------------- | --------------- |
| Albany      | 1868     | 37.066                | Laramie           | 11.070          |
| Big Horn    | 1896     | 11.521                | Basin             | 8.125           |
| Campbell    | 1911     | 47.026                | Gillette          | 12.424          |
| Carbon      | 1868     | 14.537                | Rawlins           | 20.453          |
| Converse    | 1888     | 13.751                | Douglas           | 11.020          |
| Crook       | 1875     | 7.181                 | Sundance          | 7.405           |
| Fremont     | 1884     | 39.234                | Lander            | 23.784          |
| Goshen      | 1911     | 12.498                | Torrington        | 5.763           |
| Hot Springs | 1911     | 4.621                 | Thermopolis       | 5.190           |
| Johnson     | 1875     | 8.447                 | Buffalo           | 10.790          |
| Laramie     | 1867     | 100.512               | Cheyenne          | 6.957           |
| Lincoln     | 1911     | 19.581                | Kemmerer          | 10.539          |
| Natrona     | 1888     | 79.955                | Casper            | 13.831          |
| Niobrara    | 1911     | 2.467                 | Lusk              | 6.801           |
| Park        | 1909     | 29.624                | Cody              | 17.982          |
| Platte      | 1911     | 8.605                 | Wheatland         | 8.667           |
| Sheridan    | 1888     | 30.921                | Sheridan          | 6.535           |
| Sublette    | 1921     | 8.728                 | Pinedale          | 12.644          |
| Sweetwater  | 1867     | 42.272                | Green River       | 27.003          |
| Teton       | 1921     | 23.331                | Jackson           | 10.381          |
| Uinta       | 1869     | 20.450                | Evanston          | 5.392           |
| Washakie    | 1911     | 7.685                 | Worland           | 5.802           |
| Weston      | 1890     | 6.838                 | Newcastle         | 6.211           |